# Општина Сарулешти (Бузау)
Сарулешти (рум. Săruleşti) општина је у Румунији у округу Бузау.
Oпштина се налази на надморској висини од 367 m.